# Kateřina Mrázová
Kateřina Mrázová (* 9. července 1972 Brno) je česká soudkyně a bývalá krasobruslařka, závodící v tanečních párech s Martinem Šimečkem. Jejím otcem je bývalý ligový hokejista Zdeněk Mráz.
Startovala na ZOH 1992, 1994 a 1998, jejím nejlepším výsledkem bylo 8. místo v Lillehammeru 1994. V letech 1991–1998 se pravidelně účastnila světových a evropských šampionátů, největšího úspěchu dosáhla 6. místem na ME 1995.
V roce 1996 vystudovala Právnickou fakultu Univerzity Karlovy. Dne 1. října 2002 byla jmenována soudkyní, působí na správním úseku Krajského soudu v Brně.